# ایاست
ایاست (به لاتین: Aiaste) یک روستا در استونی است که در دهستان والگیاروه واقع شده‌است.